# Athenea Mata
Athenea Mata (Madrid, 11 de setembre de 1976) és una actriu i directora de teatre espanyola.

## Biografia
La seva primera presa de contacte amb el món de la interpretació fou a l'edat de dotze anys quan va ser seleccionada per participar en l'obra de teatre Historia de una Muñeca Abandonada dirigida per Lluís Pasqual i Xicu Masó en el Centro Dramático Nacional, Teatro María Guerrero a Madrid. Malgrat els intents familiars per allunyar-la de la seva vocació com a actriu, als vint anys, un company d'universitat la va veure actuar al grup de teatre d'Agrònoms, ISHTAR, i va decidir inscriure-la al càsting de Al salir de clase.
Va començar els seus estudis com a actriu a l'Escola d'Art Dramàtic de Claudia Fres (1994-2000) i de Jorge Eines (1998-1999). Posteriorment, durant l'any 2004, completà la seva formació als EUAA gràcies a una beca que li va permetre estudiar a algunes de les millors escoles de Nova York, entre elles HB Studio i The Barrow Group. Actualment està cursant el doctorat en Arts Escéniques de l'Institut del Teatre i la Universitat Autònoma de Barcelona.
Ha participat en diverses sèries de televisió, curtmetratges i pel·lícules. L'any 2001 va protagonitzar Cuídate de mí junt amb Miriam Meziere sota les ordres del director malagueny Javier de la Torre. L'any 2004, mentre estudiava a Nova York, fou l'actriu principal de Film 101 òpera prima del director Kevin Desmond. La pel·lícula fou guardonada amb nombrosos premis en diversos festivals de cinema independent nord-americans i canadencs. L'any 2018 ha actuat com a actriu principal a la pel·lícula de Javier Fesser, Campeones, junt amb Javier Gutiérrez.
Des de l'any 2008 és professora de varies assignatures del Grau d'Arts Escéniques de la Universitat Antonio de Nebrija y del taller de teatre de SUR-Escuela de Profesiones Artísticas, fundada pel Circulo de Bellas Artes de Madrid i La Fábrica, entre altres escoles d'interpretació.
Malgrat la seva vocació d'actriu, també va finalitzar els estudis d'Enginyeria Superior Agrònoma a la Universitat Politècnica de Madrid (Febrer 2003) i va realitzar un Màster en Comunicació i Publicitat a l'escola de negocis ESIC (Juliol 2003), que li van permetre treballar com a directora de comunicació d'unes caves del Penedès i com a consultora externa d'una empresa elaboradora de Biodièsel.

## Actriu

### Televisió
- No somos ángeles. Europroducciones (Antena 3) (Madrid. 2007). Interpretant a Tati.
- La Dársena de Poniente. Linze Prod. (TVE1) (Màlaga. 2006). Interpretant a Silvia.
- El Secreto. Europroducciones (TVE1) (Madrid. 2001). Interpretant a Araceli.
- Al salir de clase. BocaBoca Prod. (Telecinco) (Madrid. 1997-2000). Interpretant a Elena.

### Cinema
- Campeones (Javier Fesser. 2018). Principal.
- Mortadel·lo i Filemó contra en Jimmy el Catxondo (Javier Fesser. 2014).
- Absolutamente Personal (curt). (Julian Merino. 2014). Principal.
- Dolor (curt). (Javier Fesser. 2013). Principal.
- Freedomless (Madrid-Nova York. 2007).
- Nuestra Incierta Vida Normal (Cadis. 2005). Principal.
- NYU Short Movies. (Nova York. 2004). Principal.
- Film 101. (Nova York. 2004). Principal.
- Cuídate de mí. (Granada. 2004). Principal.
- La Soledad era Esto. (Madrid. 2001). Secundari.
- El Diario de la Abuela. (Madrid. 2000). Principal.
- El Grito de Munch. (Madrid. 2000). Principal.
- Muertos de Risa'. (Madrid. 2000). Secundari.

### Teatre
- Callejeras. (Barcelona. 2009).
- Shakespeare's sonets. (Nova York. 2004).
- Siempre en Otoño. (Madrid. 1999).
- Vacas, Cerdos, Guarros y Brujas. (Madrid. 1998).
- Dios de Woody Allen. (Madrid. 1997).
- El Álbum Familiar. (Madrid. 1995).
- Historia de una Muñeca Abandonada. (Madrid. 1989).

## Directora de teatre
- Top Girls de Caryl Churchill. (Teatro Alcázar-Cofidis) (Madrid. 2015).
- The Statue de Athenea Mata. (Teatro Alcázar-Cofidis, Teatro Galileo) (Madrid. 2013-2014).